# József Moravetz
József Moravetz sau Iosif Moravet (n. 14 ianuarie 1911 – d. 16 februarie 1990) a fost un fotbalist român, care a jucat în  echipa națională de fotbal a României la Campionatul Mondial de Fotbal din 1934 (Italia).